# Campeonato Carioca de Futebol de 1949
O Campeonato Carioca de Futebol de 1949 foi a 51.ª edição deste certame. Organizado pela Federação Metropolitana de Futebol, o torneio foi disputado por onze equipes. Nenhuma foi rebaixada. Teve como campeão o Vasco da Gama, que conquistou de forma invicta o seu oitavo título carioca.
Foi nessa edição do Campeonato Carioca que Lamartine Babo compôs os hinos de futebol, que na época eram não-oficiais mas se tornaram os "populares" ao longo do tempo, dos times cariocas. Alguns dos hinos receberam diversas regravações, como os dos 6 grandes (Vasco, Flamengo, Fluminense, Botafogo, América e Bangu)

## Classificação final
| Pos. | Equipes       | Pts | J  | V  | E | D  | GP | GC | SG  |
| ---- | ------------- | --- | -- | -- | - | -- | -- | -- | --- |
| 1    | Vasco da Gama | 38  | 20 | 18 | 2 | 0  | 84 | 24 | 60  |
| 2    | Fluminense    | 31  | 20 | 13 | 5 | 2  | 59 | 32 | 27  |
| 3    | Flamengo      | 27  | 20 | 12 | 3 | 5  | 53 | 28 | 25  |
| 4    | Botafogo      | 26  | 20 | 11 | 4 | 5  | 47 | 21 | 26  |
| 5    | Bangu         | 25  | 20 | 10 | 5 | 5  | 44 | 31 | 13  |
| 6    | America       | 21  | 20 | 9  | 3 | 8  | 52 | 56 | −4  |
| 7    | Olaria        | 17  | 20 | 6  | 5 | 9  | 41 | 46 | −5  |
| 8    | Bonsucesso    | 10  | 20 | 3  | 4 | 13 | 33 | 66 | −33 |
| 9    | São Cristóvão | 10  | 20 | 3  | 4 | 13 | 24 | 72 | −48 |
| 10   | Madureira     | 8   | 20 | 1  | 6 | 13 | 29 | 46 | −17 |
| 11   | Canto do Rio  | 7   | 20 | 2  | 3 | 15 | 28 | 72 | −44 |

## Premiação
| Campeonato Carioca de 1949         |
| Rio de Janeiro                     |
| ---------------------------------- |
| VASCO DA GAMA Campeão (8.º título) |

## Artilheiros
| Pos. | Jogador      | Equipe        | Gols |
| ---- | ------------ | ------------- | ---- |
| 1    | Ademir       | Vasco da Gama | 30   |
| 2    | Orlando      | Fluminense    | 26   |
| 3    | Dimas        | America       | 18   |
| 4    | Santo Cristo | Fluminense    | 14   |
| 4    | Maneca       | Vasco da Gama | 14   |
| 6    | Ipojucã      | Vasco da Gama | 12   |
| 6    | Gringo       | Flamengo      | 12   |
| 8    | Maneco       | America       | 11   |
| 8    | Octávio      | Botafogo      | 11   |
| 8    | Moacir Bueno | Bangu         | 11   |